# Yoshiko Otaka
Yoshiko Otaka, más conocida como Yoshiko Yamaguchi (大鹰 淑 子 Otaka Yoshiko; en inglés: Shirley Yamaguchi, en chino: Li Xiang Lan, 李香蘭 / 李香兰 Lǐ Xīanglán, Fushun, Manchuria, 12 de febrero de 1920-Tokio, Japón, 7 de septiembre de 2014), fue una actriz, cantante y política sino-japonesa.

## Datos biográficos
De padres japoneses radicados en Manchuria, inició su carrera en China, Japón y el Hong Kong británico. Más tarde filmó y actuó en los Estados Unidos.
En la década de 1940 se convirtió en una de las siete estrellas del canto (七大歌星; pinyin: qī dà gēxīng). 
Fue elegida parlamentaria a la Dieta de Japón por el Partido Liberal Democrático, que estuvo de servicio durante 18 años en la Cámara de Consejeros.
Entre 1951 y 1956 estuvo casada con el famoso diseñador y escultor japonés Isamu Noguchi.
La novela The China Lover de 2008, por Ian Buruma, es una ficción sobre su vida.
Fue acreditada como Shirley Yamaguchi en las películas rodadas en Hollywood tituladas House of Bamboo (1955) y Japanese War Bride (1952). 
Fue apodada como "la Judy Garland de Japón".
Otros nombres utilizados por la actriz en el cine son:
- Li Hsiang-lan
- Li Hsiang Lan
- Ri Corán
- Li Xiang Lan
- Hsiang-lan Li
- Xianglan Li
- Li Xianglan
- Yoshiko Yamaguchi

## Filmografía
| Año  | Título                                                                        | Personaje               |
| ---- | ----------------------------------------------------------------------------- | ----------------------- |
| 1958 | The Unforgettable Night (一夜風流)                                            | Ge Qiuxia               |
| 1958 | A Holiday in Tokyo (東京假日)                                                 | May Kawaguchi           |
| 1958 | Ankoru watto monogatari utsukushiki aishu (美しき哀愁 アンコール・ワット物語) |                         |
| 1957 | The Lady of Mystery (神秘美人)                                                |                         |
| 1957 | Robert Montgomery Presents (The Enemy)                                        | Hana                    |
| 1956 | La leyenda de la serpiente blanca (白蛇傳)                                    | Dama Blanca             |
| 1956 | Navy Wife                                                                     | Akashi                  |
| 1955 | House of Bamboo                                                               | Mariko                  |
| 1955 | Jin ping mei (金瓶梅)                                                         | Pan Jinlian             |
| 1955 | The Red Skelton Hour                                                          | Guest vocalist          |
| 1954 | The United States Steel Hour                                                  | Presentó                |
| 1954 | 土曜日の天使                                                                  |                         |
| 1953 | The Last Embrace (擁抱)                                                       | Yukiko Nogami           |
| 1952 | Fuun senryobune (風雲千兩船)                                                  |                         |
| 1952 | Woman of Shanghai (上海の女)                                                  | Li Lili (Singer)        |
| 1952 | Sword for Hire (戰國無賴)                                                     | Oryo                    |
| 1952 | Foghorn (霧笛)                                                                |                         |
| 1952 | Japanese War Bride                                                            | Tae Shimizu             |
| 1950 | Scandal/Shubun (丑聞)                                                         | Miyako Saijo 西条美也子 |
| 1950 | Escape at Dawn (曉之逃亡)                                                     | Harumi                  |
| 1950 | 初恋問答                                                                      |                         |
| 1950 | Women's Fashion (女の流行)                                                    |                         |
| 1949 | Repatriation (帰国)                                                           |                         |
| 1949 | Human Patterns (人間模样)                                                     |                         |
| 1949 | Shooting Star (流星)                                                          |                         |
| 1949 | 果てしなき情熱                                                                |                         |
| 1948 | The Bright Day of My Life (我生命中的光榮之日)                                |                         |
| 1948 | Koun no isu                                                                   |                         |
| 1948 | 情熱の人魚                                                                    |                         |
| 1944 | Yasen gungakutai (野戰軍樂隊)                                                 | Ai Ran                  |
| 1944 | Watashi no uguisu (私の鶯)                                                    |                         |
| 1944 | Noroshi wa Shanghai ni agaru                                                  | Yu Ying                 |
| 1943 | Chikai no gassho (誓ひの合唱)                                                 |                         |
| 1943 | Sayon's Bell (莎韻之鐘)                                                       | Sayon                   |
| 1943 | Fighting Street (戦ひの街)                                                    |                         |
| 1942 | Ying chun hua (迎春花)                                                        |                         |
| 1942 | Wan shi liu fang (萬世流芳)                                                   |                         |
| 1942 | 黄河                                                                          |                         |
| 1941 | Suzhou Night (蘇州の夜)                                                       |                         |
| 1941 | Kimi to boku (你和我)                                                         |                         |
| 1941 | Tie xue hui xin (鐵血慧心)                                                    |                         |
| 1941 | 君と僕                                                                        |                         |
| 1940 | Vow in the Desert (热砂的誓言)                                                | Li Fangmei              |
| 1940 | Monkey King (孙悟空)                                                          | Oriental Woman          |
| 1940 | China Nights (支那の夜)                                                       | Japanese orphan         |
| 1940 | Toyuki                                                                        | Liqin, typist           |
| 1939 | Byakuran no uta/Song of the White Orchid (白蘭の歌)                           | Li Xue Xiang            |
| 1939 | 富貴春夢                                                                      |                         |
| 1939 | 冤魂復仇                                                                      |                         |
| 1939 | 東遊記                                                                        |                         |
| 1938 | Mi yue kuai che/Honeymoon Express (蜜月快車)                                  | Bride                   |